# Тарський район
Тарський район (рос. Тарский район) — адміністративно-територіальна одиниця (район) і муніципальне утворення (муніципального району) на південному заході Омської області Росії.
Адміністративний центр — місто Тара.

## Географія
Площа району — 15 700 км². Рельєф рівнинний. Основні річки - Іртиш, Уй, Шиш, Оша, Тара, Туй, Черемшанка. 2683 озер з площею понад 1 га. Район межує на південному сході з Седельниковським районом, на півдні — Муромцевським, Большереченським і Колосовським районам, на заході — Знам'янський районом, на північному заході — Тевризьким районом, на півночі — з Тюменською областю, на північному сході — з Томською областю.